# Spilosoma angularis
Spilosoma angularis är en fjärilsart som beskrevs av Embrik Strand 1919. Spilosoma angularis ingår i släktet Spilosoma och familjen björnspinnare. Inga underarter finns listade i Catalogue of Life.